# Jonáš (hudební skupina)

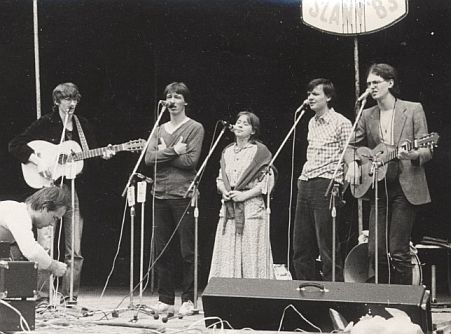
Skupina Jonáš na festivalu ve Slaném r. 1983.

Jonáš bylo jméno folkové skupiny, která působila na folkové a křesťanské hudební scéně v Československu od roku 1981 zhruba do konce 80. let.

## Členové
Jako převážně vokální těleso založil skupinu Jonáš v roce 1981 tehdejší student státní konzervatoře, kontrabasista a zpěvák Ondřej Žežula. Skupinou prošla za celou dobu její existence řada členů; vedle jmenovaného zakladatele dále Eva Reinová, Daniela Novotná-Vojtíšková, Petr Verner, Josef Sanitrák, Diana Jurenová-Weinertová, Samuel Marek, Mirek Sejkora, Dalibor Antalík, Vlado Ferenčík, Michaela Kočnarová, Magdalena Heřmanová-Boukhemisová a Pavel Fischer; pohostinsky se tu objevila jména Jakub Sejkora (Pláče kočka), Jiří "Hanibal" Jandovský či Pavel Kočnar (Ejhle), společně se skupinou vystupovali např. Tomáš Najbrt (brač), Samuel Kaleta, John Robinson a jiní.

## Stručná historie
Jonáš poměrně často a úspěšně vystupoval při nejrůznějších příležitostech po celém území tehdejšího Československa, ať už při akcích soukromých nebo oficiálních. Zvítězil například v celoroční soutěži Písně dlouhejch cest (1985), ve stejném roce s přehledem vyhrál v Lucerně divácké hlasování celopražského kola Porty, avšak do celostátního kola nesměl postoupit na "vyšší" příkaz: těsně před vystoupením telefonát soudružky z městského výboru zakázal kapele přednést jednu ze soutěžních písní - spirituál, ve kterém se zpívá o skutečné váze bohatství a moci, a to přesto, že dotyčná píseň zazněla i v tehdejším bolševikem řízeném rozhlase. 
Za veřejným vystupováním Jonáše tak spadla klec; skupina nicméně dále vystupovala při akcích privátního charakteru. Mimo jiné ve třech různých sestavách nahrála písně pro zahraniční rozhlasové vysílání TWR Monte Carlo  v ilegálním utajeném studiu u Jiřího Dedecia na Jižní Moravě (v Blansku, poté v Brně). Některé z těchto nahrávek přežily do dnešních dob a několik písní vydalo po revoluci oficiálně hudební nakladatelství a vydavatelství Rosa s.r.o. Členové skupiny působili a působí i na nahrávkách jiných umělců, např. na albu "Kdekdo čeká na zázraky"   Tomáše Najbrta.
Následníkem Jonáše je v současnosti působící alternativní jazzová skupina Gee Band.

## Repertoár
Repertoár Jonáše tvořily zčásti převzaté a zčásti vlastní skladby, převážně spirituály, gospely a původní poetické a meditační písně. Několik skladeb bylo převzato z repertoáru bývalé skupiny Berani a jejího člena evang. faráře Miloše Rejchrta, většinu tvořili členové Jonáše O. Žežula, J. Sanitrák a D. Antalík.
Album, vydané v roce 1992 (napůl s jiným interpretem) vyd. Rosa s.r.o. na mgf. kazetě (RC 014), obsahovalo písně:
1. Ledy (hudba i text J. Sanitrák)
2. INRI (hudba i text D. Antalík)
3. Okovy (hudba i text J. Sanitrák)
4. Do nebe (hudba i text J. Sanitrák)
5. Babylon (hudba i text M. Rejchrt)
6. Čest dej (tradicionál / M. Rejchrt)
7. Hvězda (hudba i text M. Rejchrt)
8. Věž (tradicionál / D. Antalík)